# Pachnidło (serial telewizyjny)
Pachnidło (niem.: Parfum) – niemiecki serial telewizyjny wyprodukowany dla ZDFneo, emitowany od 18 listopada 2018 roku. Jest on zainspirowany powieścią o tym samym tytule (Pachnidło) autorstwa Patricka Suskinda oraz filmem Pachnidło: Historia mordercy w reżyserii Toma Tykwera. Akcja serialu rozgrywa się w czasach współczesnych. Netflix nabył prawa do emisji serialu, można go oglądać w wielu krajach prócz Niemiec, jest to spowodowane koprodukcją z ZDF.

## Fabuła
Roman odnajduje zwłoki swojej przyjaciółki dryfujące w przydomowym basenie. Piosenkarka została zamordowana oraz okaleczona, morderca wyciął kobiecie gruczoły zapachowe. Tym samym rozpoczyna się śledztwo prowadzone przez panią komisarz Nadje Simon, która dość szybko zawęża krąg podejrzanych do piątki najbliższych znajomych zamordowanej.

## Obsada
| Aktor                   | Bohater                                |
| ----------------------- | -------------------------------------- |
| Albrecht Felsmann       | Daniel ("Toothless") Sluiter (dziecko) |
| Anja Schneider          | Elisabeth Grünberg                     |
| August Diehl            | Moritz de Vries                        |
| Carlotta von Falkenhayn | Elsie                                  |
| Christian Friedel       | Daniel "Zahnlos" ("Toothless") Sluiter |
| Franziska Brandmeier    | Katharina (dziecko)                    |
| Friederike Becht        | Nadja Simon                            |
| Juergen Maurer          | Matthias Köhler                        |
| Julius Nitschkoff       | Butsche (dziecko)                      |
| Karl Markovics          | Ojciec Eleny                           |
| Ken Duken               | Roman Seliger                          |
| Leon Blaschke           | Moritz (young)                         |
| Marc Hosemann           | Jens Brettschneider                    |
| Natalia Belitski        | Elena Seliger                          |
| Oskar Belton            | Roman (dziecko)                        |
| Siri Nase               | Katharina ("K") Läufer                 |
| Susanne Wuest           | Lydia Suchanow (psychiatrist)          |
| Thomas Thieme           | Internatsleiter                        |
| Roxane Duran            |                                        |
| Trystan Pütter          | Thomas Butsche                         |
| Valerie Stoll           | Elena (dziecko)                        |
| Wotan Wilke Möhring     | Staatsanwalt Grünberg                  |

## Odbiór
Serial spotkał się z  pozytywną reakcją krytyków. Średnia ocena w serwisie  Filmweb wyniosła 7/10, serial oceniło ponad 11 500 osób.